# Verein für Rasensport Wormatia Worms 2022-2023
Questa voce raccoglie le informazioni riguardanti il Verein für Rasensport Wormatia Worms nelle competizioni ufficiali della stagione 2022-2023.

## Stagione
Nella stagione 2022-2023 il Wormatia, allenato da Maximilian Mehring e Peter Tretter, concluse il campionato di Regionalliga Sudovest al 16º posto e fu retrocesso in Oberliga.

## Rosa
| N. |                      | Ruolo | Calciatore            |
| -- | -------------------- | ----- | --------------------- |
| 2  | Germania (bandiera)  | D     | Niklas Jeck           |
| 3  | Francia (bandiera)   | D     | Jean-Yves M'voto      |
| 4  | Germania (bandiera)  | D     | Tevin Ihrig           |
| 5  | Germania (bandiera)  | D     | Stefano Maier         |
| 6  | Germania (bandiera)  | C     | Louis Münn            |
| 7  | Germania (bandiera)  | C     | Nicola Arcanjo-Köhler |
| 8  | Germania (bandiera)  | D     | Lennart Grimmer       |
| 9  | Germania (bandiera)  | A     | Nils Fischer          |
| 10 | Germania (bandiera)  | C     | Fatih Köksal          |
| 11 | Palestina (bandiera) | A     | Alexander Shehada     |
| 14 | Brasile (bandiera)   | A     | Henrique              |
| 15 | Germania (bandiera)  | C     | Jannik Marx           |
| 16 | Uganda (bandiera)    | A     | Melvyn Lorenzen       |
| 17 | Germania (bandiera)  | C     | Sandro Loechelt       |
| 19 | Germania (bandiera)  | A     | Daniel Kasper         |
| 20 | Germania (bandiera)  | C     | Jannik Sommer         |

| N. |                           | Ruolo | Calciatore            |
| -- | ------------------------- | ----- | --------------------- |
| 21 | Germania (bandiera)       | P     | Leon Guth             |
| 22 | Germania (bandiera)       | A     | Luis Kiefer           |
| 23 | Germania (bandiera)       | D     | Jannis Reuss          |
| 24 | Tunisia (bandiera)        | D     | Ramzi Ferjani         |
| 26 | Germania (bandiera)       | D     | Elias Holzemer        |
| 27 | Germania (bandiera)       | C     | Lucas Torres          |
| 28 | Costa d'Avorio (bandiera) | D     | Emmanuel Kouadio      |
| 29 | Germania (bandiera)       | D     | Marco Bresser         |
| 30 | Germania (bandiera)       | C     | Pascal Schmidt        |
| 31 | Germania (bandiera)       | C     | Anil Gözütok          |
| 32 | Albania (bandiera)        | C     | Evzi Saiti            |
| 33 | Germania (bandiera)       | P     | Ricco Cymer           |
| 34 | Germania (bandiera)       | A     | Luca Manganiello      |
| 35 | Germania (bandiera)       | D     | Felix Hache           |
| 37 | Germania (bandiera)       | P     | John Simon Dos Santos |

## Organigramma societario
Area tecnica
- Allenatore: Peter Tretter
- Allenatore in seconda: Mario Cuc
- Preparatore dei portieri: Christian Adam, Mario Miltner
- Preparatori atletici:
- Analisi video:

## Calciomercato

### Sessione estiva
| Acquisti | Acquisti      | Acquisti           | Acquisti |
| R.       | Nome          | da                 | Modalità |
| -------- | ------------- | ------------------ | -------- |
| D        | Ramzi Ferjani | Erzgebirge Aue     |          |
| A        | Nils Fischer  | Rot-Weiß Coblenza  |          |
| C        | Louis Münn    | Gießen             |          |
| C        | Reda Chkifa   | Wormatia Worms II  |          |
| D        | Felix Hache   | Erzgebirge Aue U19 |          |
| D        | Jannis Reuss  | Homburg            |          |
| C        | Jannik Sommer | FSV Francoforte    |          |

| Cessioni | Cessioni              | Cessioni             | Cessioni |
| R.       | Nome                  | a                    | Modalità |
| -------- | --------------------- | -------------------- | -------- |
| A        | Aleksandar Biedermann | Arminia Ludwigshafen |          |
| D        | Mark Knäblein         | Arminia Ludwigshafen |          |
| D        | Joshua Smith          | SV Morlautern        |          |
| C        | Justin Smith          | SV Morlautern        |          |
| A        | Noel Eichinger        | Zwickau              |          |
| A        | Gibriel Darkaoui      | SV Auersmacher       |          |
| C        | Luca Graciotti        | Pfeddersheim         |          |
| C        | Simon Joachims        | Norimberga II        |          |
| P        | Fabian Niemann        | TuS Mechtersheim     |          |

### Sessione invernale
| Acquisti | Acquisti         | Acquisti          | Acquisti |
| R.       | Nome             | da                | Modalità |
| -------- | ---------------- | ----------------- | -------- |
| D        | Emmanuel Kouadio | Rot-Weiß Coblenza |          |
| D        | Niklas Jeck      | Erzgebirge Aue    |          |

| Cessioni | Cessioni | Cessioni | Cessioni |
| R.       | Nome     | a        | Modalità |
| -------- | -------- | -------- | -------- |

## Risultati

### Regionalliga Sudovest

#### Girone di andata
| Arbitro: | Hildenbrand |

|            |           |  |
| Kasper 18’ | Marcatori |  |

| Arbitro: | Schlegel |

|           |           |  |
| Waack 53’ | Marcatori |  |

| Arbitro: | Hasmann |

|  |           |          |
|  | Marcatori | 58’ Weik |

| Arbitro: | Ballweg |

|                              |           |                 |
| Röser 12’ Grimmer 90’ (aut.) | Marcatori | 39’, 55’ Sommer |

| Arbitro: | Schneider |

|             |           |                     |
| Fischer 43’ | Marcatori | 59’ Firat 88’ Gudra |

| Arbitro: | Schöller |

|                   |           |                                            |
| Rupil 2’ Jung 90’ | Marcatori | 75’ (rig.) Loechelt 78’ Grimmer 90’ Kasper |

| Arbitro: | Forster |

|             |           |                            |
| Grimmer 20’ | Marcatori | 31’ Häringer 83’ Novakovic |

| Arbitro: | Hofheinz |

|                           |           |  |
| König 19’, 72’ Wrusch 90’ | Marcatori |  |

| Arbitro: | Dennemärker |

|                                          |           |             |
| Ganime 27’ Siakam 36’ Löbig 67’ Wüst 78’ | Marcatori | 55’ Shehada |

| Arbitro: | Rübe |

|  |           |           |
|  | Marcatori | 7’ Kelati |

| Arbitro: | Schlegel |

|  |           |             |
|  | Marcatori | 49’ Fischer |

| Arbitro: | Schöller |

|             |           |  |
| Shehada 77’ | Marcatori |  |

| Arbitro: | Zemke |

|                      |           |                           |
| Sökler 33’ Cekic 57’ | Marcatori | 83’ Loechelt 85’ Lorenzen |

| Arbitro: | Ulbrich |

|             |           |             |
| Grimmer 17’ | Marcatori | 19’ Schaupp |

| Arbitro: | Satriano |

|          |           |  |
| Kuhn 28’ | Marcatori |  |

| Arbitro: | Scotece |

|                               |           |                                                      |
| Torres 56’ Grimmer 72’ (rig.) | Marcatori | 16’ Përdedaj 62’, 79’ Eisele 84’ (rig.), 90’ Mendler |

| Arbitro: | Geraci |

|             |           |             |
| Schmitt 80’ | Marcatori | 44’ Grimmer |

#### Girone di ritorno
| Arbitro: | Dennemärker |

|                                 |           |  |
| Knöll 78’ Lemmer 83’ Marcos 87’ | Marcatori |  |

| Arbitro: | Zemke |

|  |           |            |
|  | Marcatori | 14’ Müller |

| Arbitro: | Huthmacher |

|                                                                       |           |             |
| Ganaus 18’, 70’ Bazzoli 27’ Kapp 40’ Drakas 50’ Laupheimer 77’ (rig.) | Marcatori | 24’ Fischer |

| Worms 5 marzo 2023, ore 14:00 CET 21ª giornata | Wormatia Worms | 0 – 0 referto | Ulma | EWR-Arena (1 305 spett.)\| Arbitro: \| Reimund \| |
| Arbitro:                                       | Reimund        |               |      |                                                   |

| Arbitro: | Reuter |

|                       |           |                              |
| Stock 16’ (rig.), 32’ | Marcatori | 14’ Marx 60’ (rig.) Loechelt |

| Arbitro: | Lämmle |

|  |           |             |
|  | Marcatori | 69’ Schmidt |

| Arbitro: | Geraci |

|                           |           |          |
| Mourad 65’, 77’ Pepić 73’ | Marcatori | 17’ Jeck |

| Arbitro: | Prigan |

|                                     |           |  |
| Kasper 17’ Loechelt 26’ Shehada 90’ | Marcatori |  |

| Worms 5 aprile 2023, ore 19:00 CEST 26ª giornata | Wormatia Worms | 0 – 0 referto | Barockstadt Fulda-Lehnerz | EWR-Arena (911 spett.)\| Arbitro: \| Heim \| |
| Arbitro:                                         | Heim           |               |                           |                                              |

| Arbitro: | Hasmann |

|                                                           |           |  |
| Damar 32’ Quarshie 72’ Asllani 77’ Hagmann 81’ Kelati 90’ | Marcatori |  |

| Arbitro: | Forster |

|          |           |                        |
| Marx 28’ | Marcatori | 27’, 42’ (rig.) Töpken |

| Arbitro: | Reif |

|                               |           |  |
| Agha 33’ Hirst 37’ Peters 67’ | Marcatori |  |

| Arbitro: | Scotece |

|                 |           |                                      |
| Marx 51’ (rig.) | Marcatori | 44’ Barini 53’ Gerezgiher 72’ Sökler |

| Arbitro: | Hofheinz |

|          |           |                                   |
| Volz 38’ | Marcatori | 72’, 89’, 90’ Fischer 84’ Ferjani |

| Arbitro: | Hildenbrand |

|                             |           |  |
| Fischer 11’, 27’ Kiefer 88’ | Marcatori |  |

| Arbitro: | Heim |

|                                           |           |                                  |
| Hummel 65’ Përdedaj 73’, 87’ Hoffmann 90’ | Marcatori | 49’ Fischer 79’ Marx 84’ Ferjani |

| Arbitro: | Schlegel |

|              |           |          |
| Lorenzen 25’ | Marcatori | 10’ Meha |

## Statistiche

### Statistiche di squadra
| Competizione | Punti | In casa | In casa | In casa | In casa | In casa | In casa | In trasferta | In trasferta | In trasferta | In trasferta | In trasferta | In trasferta | Totale | Totale | Totale | Totale | Totale | Totale | DR  |
| Competizione | Punti | G       | V       | N       | P       | Gf      | Gs      | G            | V            | N            | P            | Gf           | Gs           | G      | V      | N      | P      | Gf     | Gs     | DR  |
| ------------ | ----- | ------- | ------- | ------- | ------- | ------- | ------- | ------------ | ------------ | ------------ | ------------ | ------------ | ------------ | ------ | ------ | ------ | ------ | ------ | ------ | --- |
| Regionalliga | 29    | 17      | 4       | 4       | 9       | 16      | 20      | 17           | 3            | 4            | 10           | 21           | 43           | 34     | 7      | 8      | 19     | 37     | 63     | -26 |
| Totale       | 29    | 17      | 4       | 4       | 9       | 16      | 20      | 17           | 3            | 4            | 10           | 21           | 43           | 34     | 7      | 8      | 19     | 37     | 63     | -26 |

### Andamento in campionato
| Giornata  | 1 | 2 | 3  | 4  | 5  | 6  | 7  | 8  | 9  | 10 | 11 | 12 | 13 | 14 | 15 | 16 | 17 | 18 | 19 | 20 | 21 | 22 | 23 | 24 | 25 | 26 | 27 | 28 | 29 | 30 | 31 | 32 | 33 | 34 |
| --------- | - | - | -- | -- | -- | -- | -- | -- | -- | -- | -- | -- | -- | -- | -- | -- | -- | -- | -- | -- | -- | -- | -- | -- | -- | -- | -- | -- | -- | -- | -- | -- | -- | -- |
| Luogo     | C | T | C  | T  | C  | T  | C  | T  | T  | C  | T  | C  | T  | C  | T  | C  | T  | T  | C  | T  | C  | T  | C  | T  | C  | C  | T  | C  | T  | C  | T  | C  | T  | C  |
| Risultato | V | P | P  | N  | P  | V  | P  | P  | P  | P  | V  | V  | N  | N  | P  | P  | N  | P  | P  | P  | N  | N  | P  | P  | V  | N  | P  | P  | P  | P  | V  | V  | P  | N  |
| Posizione | 6 | 8 | 13 | 13 | 15 | 13 | 13 | 14 | 13 | 15 | 15 | 13 | 14 | 12 | 13 | 13 | 14 | 15 | 15 | 15 | 15 | 15 | 16 | 16 | 16 | 16 | 16 | 16 | 16 | 16 | 16 | 16 | 16 | 16 |

Legenda:

Luogo: C = Casa; T = Trasferta. Risultato: V = Vittoria; N = Pareggio; P = Sconfitta.

### Statistiche dei giocatori
| N. Arcanjo-Köhler | 21 | 0 | 5 | 0 |
| A. Biedermann     | 1  | 0 | 0 | 0 |
| M. Bresser        | 5  | 0 | 0 | 0 |
| R. Chkifa         | 7  | 0 | 2 | 0 |
| R. Cymer          | 29 | 0 | 1 | 0 |
| R. Ferjani        | 30 | 2 | 3 | 1 |
| N. Fischer        | 29 | 9 | 4 | 1 |
| L. Grimmer        | 31 | 5 | 9 | 0 |
| L. Guth           | 1  | 0 | 0 | 0 |
| A. Gözütok        | 27 | 0 | 3 | 0 |
| F. Hache          | 17 | 0 | 1 | 1 |
| H. Henrique       | 27 | 0 | 3 | 0 |
| E. Holzemer       | 7  | 0 | 1 | 0 |
| T. Ihrig          | 13 | 0 | 2 | 0 |
| N. Jeck           | 14 | 1 | 3 | 0 |
| D. Kasper         | 17 | 3 | 2 | 0 |
| L. Kiefer         | 9  | 1 | 3 | 0 |
| M. Knäblein       | 0  | 0 | 0 | 0 |
| E. Kouadio        | 0  | 0 | 0 | 0 |
| F. Köksal         | 11 | 0 | 3 | 0 |
| S. Loechelt       | 26 | 4 | 7 | 0 |
| M. Lorenzen       | 17 | 2 | 3 | 0 |
| J. M'voto         | 11 | 0 | 0 | 1 |
| S. Maier          | 3  | 0 | 0 | 0 |
| L. Manganiello    | 4  | 0 | 0 | 0 |
| J. Marx           | 32 | 4 | 3 | 1 |
| L. Münn           | 20 | 0 | 7 | 0 |
| L. Pedretti       | 5  | 0 | 0 | 0 |
| J. Reuss          | 14 | 0 | 0 | 0 |
| E. Saiti          | 0  | 0 | 0 | 0 |
| J. Santos         | 0  | 0 | 0 | 0 |
| P. Schmidt        | 0  | 0 | 0 | 0 |
| A. Shehada        | 25 | 3 | 1 | 0 |
| J. Smith          | 1  | 0 | 0 | 0 |
| J. Smith          | 0  | 0 | 0 | 0 |
| J. Sommer         | 27 | 2 | 8 | 0 |
| L. Torres         | 25 | 1 | 4 | 1 |